# Himantura leoparda
Himantura leoparda (лат.) — малоизученный вид рода хвостоколов-гимантур из семейства хвостоко́ловых отряда хвостоколообразных надотряда скатов. Они обитают в тропических водах Индийского и Тихого океанов от ЮАР до Австралии. Встречаются на глубине до 70 м. Максимальная зарегистрированная ширина диска 110,5 см. Грудные плавники этих скатов срастаются с головой, образуя ромбовидный диск. Рыло заострённое. Хвост очень длинный, кожные складки на хвосте отсутствуют. От области глаз до основания хвоста вдоль средней линии диска тянется широкая полоса заострённых плакоидных чешуй. Окраска дорсальной поверхности диска «леопардовая». Вентральная поверхность белая. Вид страдает от интенсивного рыбного промысла и ухудшения условий среды обитания. Мясо используют в пищу.
Подобно прочим хвостоколообразным Himantura leoparda размножаются яйцеживорождением. Эмбрионы развиваются в утробе матери, питаясь желтком и гистотрофом. Рацион этих скатов состоит в основном из ракообразных и мелких костистых рыб.

## Этимология
Родовое название Himantura происходит от слов др.-греч. ιμάντα — «ремень» и др.-греч. οὐρά — «хвост». Видовой эпитет обусловлен характерной окраской.

## Таксономия и филогенез
Исторически в литературе не делали различий между Himantura leoparda, кольчатым хвостоколом и Himantura undulata. Все три вида имеют приблизительно одинаковые размеры, форму и окраску. Как самостоятельный вид Himantura leoparda был научно описан в 2008 году. Голотип представляет собой самку с диском шириной 1,1 м, пойманную в заливе Карпентария, Квинсленд (12°08′ ю. ш. 139°58′ в. д.), на глубине 46 м. Паратипы: самка, пойманная в Сиамском заливе на глубине 30 м; самка, пойманная в Арафурском море; взрослый самец, пойманный у берегов Шри-Ланки; самки с диском шириной 44,7—80,5 см, обнаруженные на рыбном рынке в Сабахе, Малайзия; взрослый самец, пойманный в заливе Карпентария на глубине 21 м; самка с диском шириной 36,8 см, найденная на рыбном рынке в Маниле, Филиппины; неполовозрелый самец с диском шириной 33,8 см и самка с диском шириной 34,2 см, пойманные в водах Квинсленда на глубине 37 м и самка с диском шириной 26 см, пойманная у южного побережья Явы на глубине 50—70 м.
Himantura leoparda принадлежит к комплексу видов, образованному Himantura astra, Himantura fai, Himantura gerrardi, Himantura jenkinsii, Himantura toshi, Himantura uarnak и Himantura undulata. Генетические данные подтверждают различия на уровне видов Himantura uarnak и Himantura undulata. В пределах же вида Himantura leoparda эти данные указывают на наличие двух репродуктивно изолированных кластеров, то есть на две клады. Этот факт даёт основание предположить, что первые два вида являются симпатрическими. Дальнейшие исследования выявили наличие двух цветовых морф Himantura leoparda: с обычной «леопардовой» окраской и с мелкими пятнышками. Соответствуют ли эти морфы предполагаемым двум кладам, по состоянию на 2013 год не было установлено.

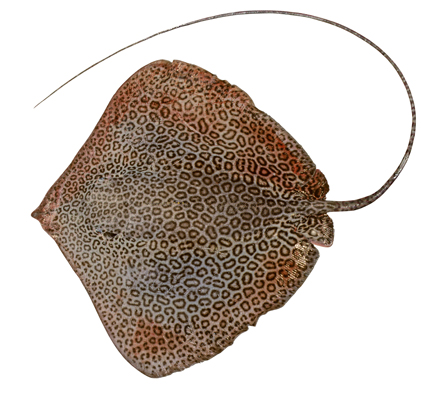
Леопардовая окраска дорсальной поверхности диска

## Ареал и места обитания
Himantura leoparda широко распространены в тропических водах Индо-тихоокеанской области. Они обитают от Квазулу-Наталь, ЮАР, вдоль восточного побережья Индии и Шри-Ланки, у берегов Юго-Восточной Азии, включая Филиппины, на юге Японии и Тайваня, в водах Новой Гвинеи и северной Австралии от Корал-бэй
до полуострова Кейп-Йорк. Эти донные рыбы встречаются у берега на глубине до 70 м.

## Описание
Грудные плавники этих скатов срастаются с головой, образуя ромбовидный диск, ширина которого слегка превышает длину. Края плавников закруглены. Передний край изогнут, треугольное рыло вытянуто, кончик в виде шишки выступает за края диска. Позади мелких глаз расположены крупные прямоугольные брызгальца. На вентральной поверхности диска расположены 5 пар S-образных жаберных щелей, рот и тонкие, длинные ноздри. Между ноздрями пролегает лоскут кожи с бахромчатым нижним краем. Рот изогнут в виде дуги, по углам имеются неглубокие борозды. На дне ротовой полости присутствуют 4 отростка, центральная пара существенно меньше внешней. Мелкие притуплённые зубы выстроены в шахматном порядке и образуют плоскую поверхность. Во рту имеется 55 верхних зубных рядов. Брюшные плавники довольно узкие. У самцов имеются толстые птеригоподии.

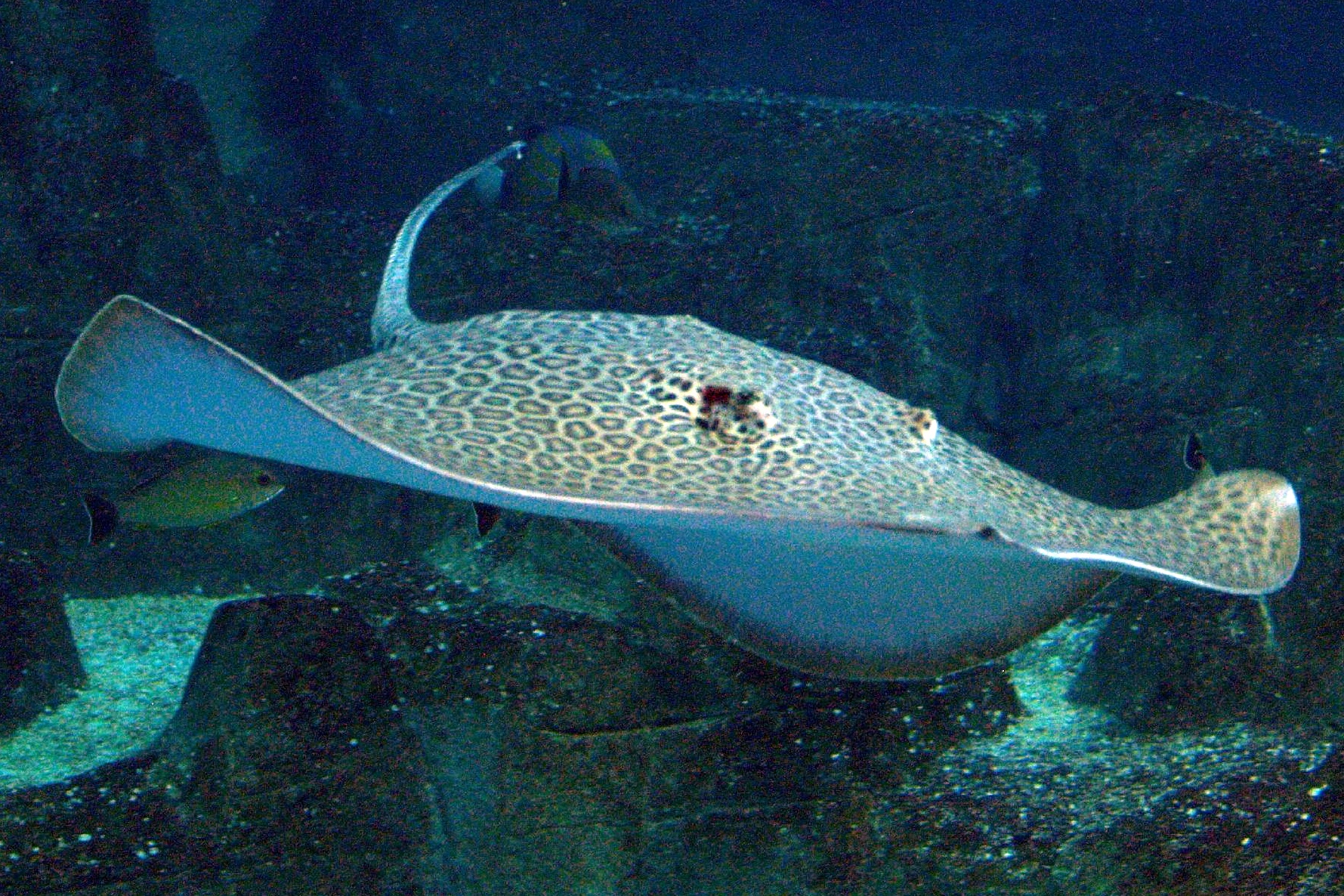
Himantura leoparda в тайваньском публичном аквариуме

Кнутовидный тонкий хвост в 2,5—3,8 раза превышает длину диска. Кожные складки на хвосте отсутствуют. На дорсальной поверхности хвоста расположен тонкий шип, соединённый протоками с ядовитой железой. Дорсальная поверхность диска плотно покрыта крошечными сердцевидными чешуйками, которые располагаются широкой полосой от области между глазами до хвоста. Мелкие острые чешуйки разбросаны по рылу и сконцентрированы на его кончике. Позади шипа хвост равномерно покрыт чешуёй. Боковая линия хорошо развита на дорсальной и вентральной сторонах диска. Окраска дорсальной поверхности диска мелких скатов зеленовато-серого цвета, крупные особи жёлто-коричневые. Хвост ровного коричневого цвета, область перед шипом светлее. Вентральная поверхность диска ярко-жёлтого цвета с тонкой тёмной окантовкой по краям и тёмными отметинами вокруг ноздрей, рта и жаберных щелей. Максимальная зарегистрированная ширина диска 110 см.

## Биология
Основу рациона этих скатов составляют ракообразные и мелкие рыбы. Подобно прочим хвостоколообразным Himantura leoparda относится к яйцеживородящим рыбам. Эмбрионы развиваются в утробе матери, питаясь желтком и гистотрофом. Ширина диска новорождённых около 20 см. Их кожа зачастую совсем лишена чешуи. Размеры новорожденных этого вида меньше по сравнению с H. uarnak и H. undulata,. Также в отличие от этих двух видов у молодых особей Himantura leoparda с диском шириной менее 50 см чешуйчатая полоса вдоль позвоночника отсутствует. У самцов половая зрелость наступает при ширине диска 70—80 см. На этих скатах паразитируют ленточные черви Parachristianella indonesiensis и P. baverstocki.

## Взаимодействие с человеком
Himantura leoparda являются объектом целевого лова. В Индонезии их ловят донными тралами, жаберными сетями и ярусами. Используют мясо, кожу и хрящи. Вид страдает от ухудшения условий среды обитания, обусловленного антропогенными факторами. Международный союз охраны природы присвоил этому виду статус сохранности «Уязвимый».